# Begraafplaats van Vicq
De Begraafplaats van Vicq is een gemeentelijke begraafplaats in de Franse gemeente Vicq in het Noorderdepartement. De begraafplaats ligt aan de Rue de l'Église op 130 m ten noorden van het dorpscentrum (Église Saint-Nicolas). Ze wordt deels omsloten door een wand met betonplaten en een haag. Een tweedelig traliehek sluit de begraafplaats af. Het oudste gedeelte wordt door een bakstenen muur gescheiden van een jongere uitbreiding. 

## Britse oorlogsgraven
Op de begraafplaats liggen naast de centrale scheidingsmuur vijf Britse graven met gesneuvelden uit de Eerste Wereldoorlog. De graven zijn van vier Canadezen en één Brit. Hun graven worden onderhouden door de Commonwealth War Graves Commission en zijn daar geregistreerd onder Vicq Communal Cemetery.